# 穆濟奇
50°21′37″N 30°6′45″E / 50.36028°N 30.11250°E
穆濟奇（烏克蘭語：Музичі）是位於烏克蘭北部的村莊，由基辅州布恰区的比洛霍羅德卡市鎮負責管轄。該村始建於1746年，面積3.8平方公里，海拔高度160米，2001年人口1,393，人口密度每平方公里366.7人。